# RASSF2
RASSF2 (англ. Ras association domain family member 2) – білок, який кодується однойменним геном, розташованим у людей на короткому плечі 20-ї хромосоми. Довжина поліпептидного ланцюга білка становить 326 амінокислот, а молекулярна маса — 37 790.
| 10         |  | 20         |  | 30         |  | 40         |  | 50         |
| ---------- |  | ---------- |  | ---------- |  | ---------- |  | ---------- |
| MDYSHQTSLV |  | PCGQDKYISK |  | NELLLHLKTY |  | NLYYEGQNLQ |  | LRHREEEDEF |
| IVEGLLNISW |  | GLRRPIRLQM |  | QDDNERIRPP |  | PSSSSWHSGC |  | NLGAQGTTLK |
| PLTVPKVQIS |  | EVDAPPEGDQ |  | MPSSTDSRGL |  | KPLQEDTPQL |  | MRTRSDVGVR |
| RRGNVRTPSD |  | QRRIRRHRFS |  | INGHFYNHKT |  | SVFTPAYGSV |  | TNVRINSTMT |
| TPQVLKLLLN |  | KFKIENSAEE |  | FALYVVHTSG |  | EKQKLKATDY |  | PLIARILQGP |
| CEQISKVFLM |  | EKDQVEEVTY |  | DVAQYIKFEM |  | PVLKSFIQKL |  | QEEEDREVKK |
| LMRKYTVLRL |  | MIRQRLEEIA |  | ETPATI     |  |            |  |            |

A: Аланін

C: Цистеїн

D: Аспарагінова кислота

E: Глутамінова кислота

F: Фенілаланін

G: Гліцин

H: Гістидин

I: Ізолейцин

K: Лізин

L: Лейцин

M: Метіонін

N: Аспарагін

P: Пролін

Q: Глутамін

R: Аргінін

S: Серин

T: Треонін

V: Валін

W: Триптофан

Кодований геном білок за функцією належить до фосфопротеїнів. 
Задіяний у таких біологічних процесах, як клітинний цикл, альтернативний сплайсинг. 
Локалізований у цитоплазмі, ядрі, хромосомах, центромерах, кінетохорі.